# Alan McIntyre
Alan Lionel McIntyre (* 20. September 1949 in Wanganui) ist ein ehemaliger neuseeländischer Hockeyspieler, der 1976 Olympiasieger war.

## Leben
Alan McIntyre nahm 1968 mit der neuseeländischen Nationalmannschaft an den Olympischen Spielen in Mexiko-Stadt teil, als die Neuseeländer den siebten Platz erreichten. 1976 bei den Olympischen Spielen in Montreal belegten die Neuseeländer in der Vorrunde den zweiten Platz in ihrer Gruppe, wobei sie gegen den Gruppensieger Pakistan mit 2:5 verloren. Im Halbfinale bezwangen die Neuseeländer die niederländische Mannschaft mit 2:1 nach Verlängerung. Im Finale gegen die Australier siegten die Neuseeländer durch einen Treffer von Tony Ineson mit 1:0. McIntyre wurde im Halbfinale eingewechselt, im Finale war er nicht dabei. Vier Jahre später hätte McIntyre zum olympischen Aufgebot 1980 gehört, er verpasste die Spiele wegen des Olympiaboykotts. Alan McIntyre arbeitete für das Department of Statistics.